# Hydrillodes repugnalis
Hydrillodes repugnalis là một loài bướm đêm trong họ Noctuidae.